# 阿登美洲石鱥
阿登美洲石鱥（學名：Lythrurus ardens）為輻鰭魚綱鯉形目雅羅魚科的其中一種，分布於北美洲美國維吉尼亞州、北卡羅萊納州及西維吉尼亞州淡水流域，本魚體細長且側扁，大眼睛，背鰭基部有一個黑色的色素斑點，背部有幾條彩色橫帶，魚鰭紅色，體長約9公分，棲息在水流快速的溪流底中層水域，屬雜食性，以昆蟲、水生植物等為食，繁殖期時會築巢產卵。